# دوغا كوبو
دوغا كوبو (باليابانية: 株式会社動画工房) هو استوديو رسوم متحركة ياباني، تم تأسيسه في 11 يوليو 1973 من قبل أعضاء سابقين في استوديو توي أنيميشن. يقع مقره في نيريما، طوكيو.

## أعمال الاستوديو

### مسلسلات أنمي تلفزيونية
- Myself ; Yourself
- Ryoko's Case File
- Koihime Musō
- Shin Koihime†Musō
- 11eyes
- Hoshizora e Kakaru Hashi
- يورو يوري (2011 ــ 2012)
- Natsuyuki Rendezvous
- Mangirl!
- GJ Club
- Majestic Prince (manga)
- Love Lab
- أمير عالم الشياطين: ديفلز آند رياليست (2013)
- Engaged to the Unidentified
- نوزاكي-كون من مجلة الفتيات الشهرية (2014)
- يضحك تحت الغيوم (2014)[1]
- بلاستيك ميموريز (2015)[2]
- Mikagura School Suite
- إموتو! أمارو-شان (2015)
- أريا الرصاصة القرمزية أي أي (2015)
- Luck & Logic
- Three Leaves, Three Colors
- نيو غيم! (2016)
- توكين رانبو: هانامارو (2016)
- Gabriel DropOut
- تادا-كن لايقع في الحب (2018)
- Uchi no Maid ga Uzasugiru
- Anima Yell!
- Wataten!: An Angel Flew Down to Me
- Sewayaki Kitsune no Senko-san
- كم من الأثقال ترفع؟ (2019)
- النوم في قلعة الشيطان (2020)
- أوساماكي (2021)

### أوفا
- Uchuu Kazoku Carlvinson

- Kahey no Umi[3]

Memories Off 5: Togireta Film

## وصلات خارجية
- الموقع الرسمي (بالإنجليزية)

دوغا كوبو على موقع ANN company (الإنجليزية)